# Abdellah Jlaidi
Abdellah Jlaidi, né le 13 mai 1981, est ancien un footballeur marocain. Il jouait au poste de milieu.
Il a été champion du Maroc en 2009 avec le Raja Casablanca.

## Carrière
- 1999-2005 : KAC Marrakech  Maroc
- 2005-2006 : HUS Agadir  Maroc
- 2006-2007 : KAC Marrakech  Maroc
- 2007-2010 : Raja Casablanca  Maroc
- sept.- déc. 2010 : KAC Marrakech  Maroc
- janv.-juin. 2011 : Wydad de Fès  Maroc
- sept. 2011-2012 : JS El Massira  Maroc[1]
- 2012-2015 : Olympique Marrakech  Maroc
- 2015-2016 : MC Marrakech  Maroc

## Palmarès
- Champion du Maroc en 2009 avec le Raja de Casablanca